# Zooplus
Zooplus é uma loja online de produtos para animais de estimação que opera na Europa e tem sede em Munique, na Alemanha. Fundada em 1999, a empresa de comércio eletrónico realiza envios a 30 países de Europa e Reino Unido. Após sua saída na bolsa de valores em 2008, a Zooplus cotou na Bolsa de Valores de Frankfurt  e fez parte do índice bursátil SDAX.
No Outono de 2018, a Amazon entrou no mercado e começou a vender alimentos para animais de estimação na Europa com as suas próprias marcas.  Apesar da concorrencia, a Zooplus obteve em 2018 umas vendas totais de 1.342 milhões de euros. Um crescimento de 21% com respeito ao ano anterior.
Em Agosto e Setembro de 2021, a Zooplus foi objeto de uma guerra de ofertas entre as assinaturas de capital privado Hellman & Friedman, KKR & Co. e EQT Partners,  com a oferta mais alta atingindo os 470 euros por acção (~3.360 milhões de euros).